# دیوید میلچ
دیوید میلچ (انگلیسی: David Milch؛ زادهٔ ۲۳ مارس ۱۹۴۵) فیلم‌نامه‌نویس و تهیه‌کننده تلویزیونی اهل ایالات متحده آمریکا است.
از فیلم‌ها یا برنامه‌های تلویزیونی که وی در آن نقش داشته‌است می‌توان به فاک اشاره کرد.
وی همچنین برندهٔ جوایزی همچون جایزه ادگار و جایزه انجمن نویسندگان آمریکا شده‌است.